# André Peyriéras
André Peyriéras (1927 – 2018) was een Franse arts en entomoloog. Hij behaalde zijn doctoraat aan de Universiteit van Montpellier tot hij zich in 1954 in Madagaskar vestigde. Hier wijdde hij zich aan de studie van inheemse planten, reptielen, kikkers en insecten. Hij verbleef op het eiland tot in 2005.

## Werk
In Madagaskar ontdekte Peyriéras meer dan drieduizend nieuwe insectensoorten. Tijdens een veldstudie voor insecten in het Nationaal park Masoala ontdekte hij in 1968 een nieuwe soort kortstaartkameleon. Charles Domergue en Édouard Raoul Brygoo beschreven deze datzelfde jaar onder de wetenschappelijke naam Brookesia vadoni.
Ongeveer 75 kilometer ten oosten van Antananarivo richtte Peyriéras het Mandraka Nature Farm op, tegenwoordig het Peyrieras Reptile Reserve genoemd. Hier kweekte hij bedreigde reptielen, kikkers en insecten op om deze later weer in de natuur uit te kunnen zetten.

## Erkenning
De kameleons Brookesia peyrierasi en Calumma peyrierasi zijn naar Peyriéras vernoemd, evenals de wolmaki Avahi peyrierasi.